# Evangelische Kirche (Elversberg)

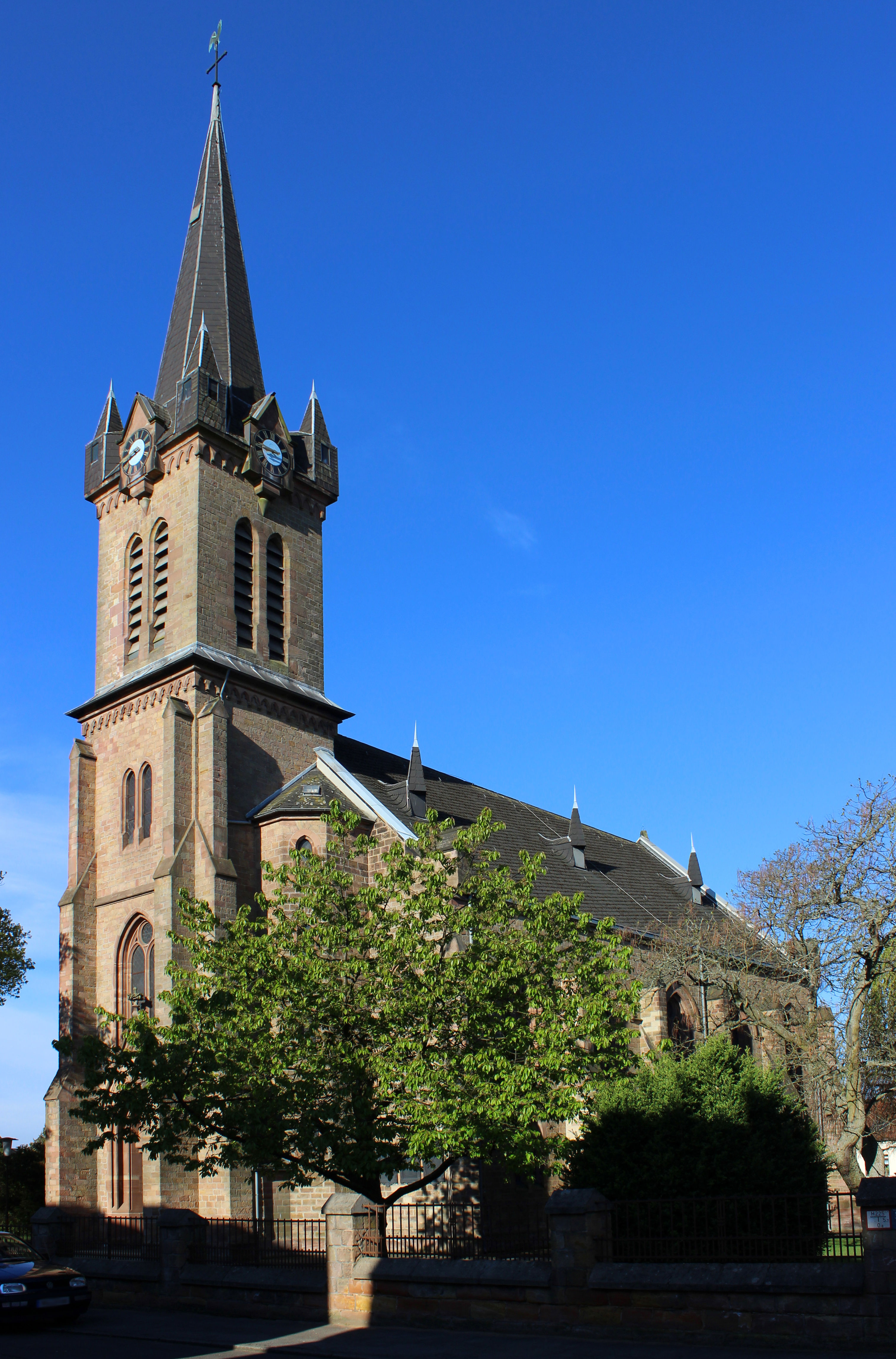
Die evangelische Kirche in Elversberg

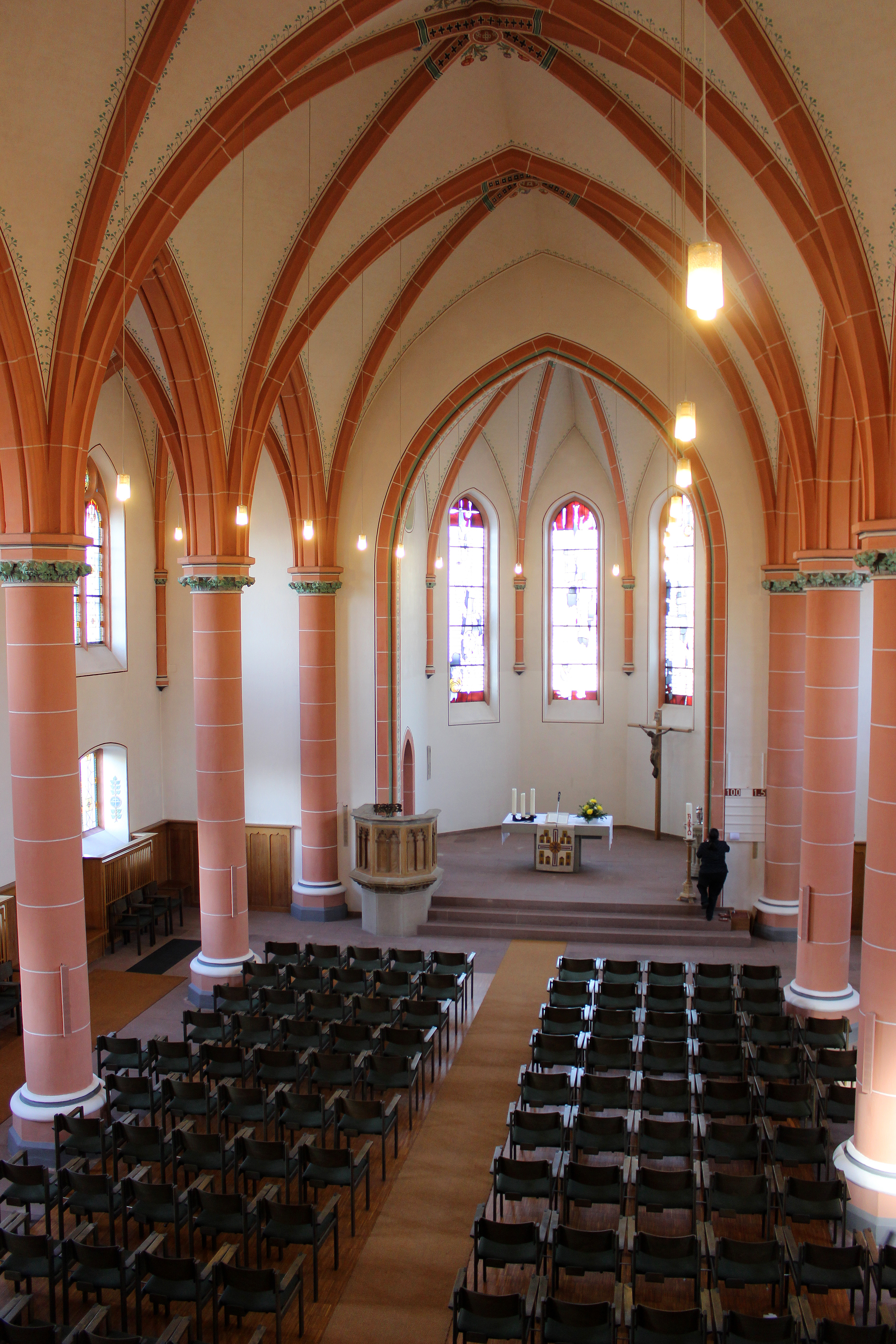
Blick ins Innere der Kirche

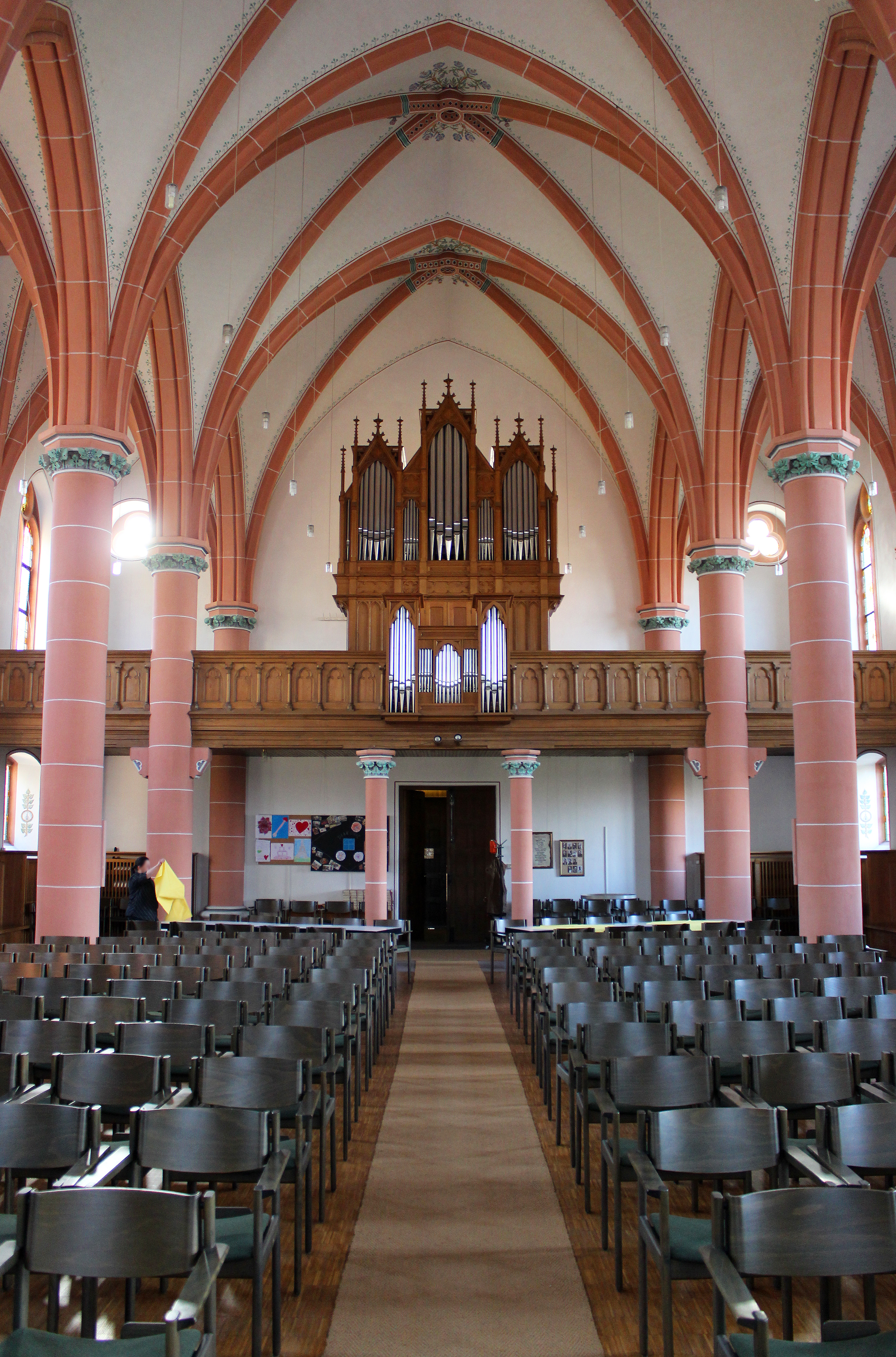
Blick zur Orgelempore

Die Evangelische Kirche Elversberg ist eine Kirche der Evangelischen Kirchengemeinde Elversberg-Spiesen-Heinitz im saarländischen Elversberg, einem Ortsteil der Gemeinde Spiesen-Elversberg. Die Kirchengemeinde ist dem Kirchenkreis Saar-Ost der Evangelischen Kirche im Rheinland zugeordnet. In der Denkmalliste des Saarlandes ist die Kirche als Einzeldenkmal aufgeführt.

## Geschichte
Elversberg, Spiesen und das heute zur Stadt Neunkirchen gehörende Heinitz wuchsen in der zweiten Hälfte des 19. Jahrhunderts durch den Aufschwung des Bergbaus in der Region rasant. Eine evangelische Gemeinde gab es in den drei Orten zunächst nicht oder nicht mehr. In Spiesen existierte im 16. Jahrhundert eine evangelische Gemeinde, die aber unter dem Druck der Gegenreformation nach kurzer Zeit wieder verschwand. Erst durch die Gründung der Grube Heinitz im Jahr 1846 und den Bau einer Bergarbeiterkolonie in der Nähe des Forsthauses Elversberg, aus dem der heutige Ort Elversberg hervorging, kam es zum Zuzug evangelischer Christen in nennenswerter Zahl. Für diese, aber auch für die Spieser Protestanten, wurden ab dem Jahr 1863 von der evangelischen Gemeinde Neunkirchen in Privathäusern Gottesdienste eingerichtet. Die Heinitzer Grube stellte schließlich im Jahr 1867 auf Widerruf einen 400 Personen fassenden Betsaal im alten Schlafhaus zur Verfügung. Im Jahr 1868 erfolgte die Auspfarrung der Protestanten der Orte Elversberg, Spiesen und Heinitz, die zunächst der neu gegründeten Kirchengemeinde Friedrichsthal zugeordnet wurden. Die Gründung einer selbständigen Kirchengemeinde Elversberg, zu der auch die Orte Spiesen und Heinitz gehörten, fand am 19. März 1873 statt.
Anstelle des bisherigen Betsaals, der inzwischen zu klein geworden war und auch Bauschäden aufwies, sollte nun eine Pfarrkirche errichtet werden, für deren Planung man sich im Jahr 1887 direkt an den Architekten und ehemaligen Kreisbaumeister von Saarlouis, Carl Friedrich Müller (Bad Hersfeld) wandte. Die kurz zuvor nach Müllers Plänen fertiggestellte evangelische Kirche in Altenkessel, heute ein Stadtteil von Saarbrücken, war offenbar der Auslöser dafür, sich an Müller zu wenden. Müller legte zwei Konzepte vor, von denen das eine den Bau einer dreischiffigen Halle wie in Altenkessel, das andere den Bau einer Kreuzkirche, also einer Anlage, die im Grundriss das Kreuz wiedergibt, vorsah. Man entschied sich schließlich für den Bau einer dreischiffigen Halle ohne Erweiterung durch ein Querhaus. Die Grundsteinlegung, die kurz nach Müllers Tod erfolgte, fand am 20. Juni 1889 statt. Die Einweihung der Kirche wurde am 8. Dezember 1890 vollzogen.
Seitdem wurde die Kirche vier umfassenden Restaurierungen unterzogen.

## Architektur
Bei der im neugotischen Stil errichteten Werksteinkirche, deren Außenarchitektur im Wesentlichen erhalten geblieben ist, handelt es sich um ein geringfügig vergrößertes Abbild der Lutherkirche in Altenkessel. Den Kern des Kirchengebäudes bildet ein fünfjochiges Langhaus, dem an der westlichen Schmalseite in der Mittelachse ein von zwei zurückgesetzten Treppenhausbauten flankierter Glockenturm vorgesetzt ist. Die östliche Schmalseite wird von einem fünfseitigen polygonalen Chor abgeschlossen, an dessen nördlichem Winkel eine Sakristei angebaut ist.
Das Innere wird durch Säulen, die ein Deckengewölbe tragen, in drei Schiffe, ein Mittelschiff und zwei Seitenschiffe, untergliedert. Der Altar, auf den ein Mittelgang vom Hauptportal im Westturm her hinführt, befindet sich in einer um drei Stufen erhöhten und ebenfalls gewölbten Chorapsis. Vor der nördlichen Seite des Triumphbogens, der Chor von Langhaus trennt, steht eine Kanzel. Im Westteil des Langhauses befindet sich eine Empore, auf der die Orgel aufgestellt ist. Die Möglichkeit zum Einbau von weiteren Emporen entlang der Seitenwände des Langhauses war bei der Planung des Baus berücksichtigt worden, wurde aber nicht ausgeführt.

## Ausstattung
Zur Ausstattung der Kirche, die noch aus der Erbauungszeit stammt, gehören das neugotische Orgelprospekt, der Kanzelkorb aus gelbem Sandstein, sowie der Taufstein mit beschrifteter Taufschale und silberner Taufkanne.
Die ursprünglich mausgraue Ausmalung wurde im Zuge einer Restaurierung in den 1970er-Jahren durch florale Motive, mit heiterer Pflanzenbemalung mit Blumen, die auch in der Bibel vorkommen, ersetzt. In der Blumendekorationen der Ausmalung sind biblische Miniaturen von Kirchenrestauratorin Margit Mrziglod-Leiß (Tholey) versteckt.
Die mit Rosetten versehenen Seitenfenster aus dem Jahr 1912 wurden 1990 restauriert und dabei unter weitgehender Verwendung des Originalglases mit Symbolen ausgestattet. Die Symbole zeigen das Kronenkreuz der Diakonie, die Lutherrose, das Symbol für Gerechtigkeit, Frieden und Bewahrung der Schöpfung sowie das Gemeindesiegel. Die Chorfenster wurden 1971 von Glasmaler Eugen Keller entworfen und zeigen biblische Motiven aus dem Alten und Neuen Testament. Über dem Portal im Turm befindet sich ein Maßwerkfenster.
Im Chorraum steht der steinerne Altar von 1950 und ein holzgeschnitztes Christuskreuz.

## Orgel
Die erste Orgel der Kirche wurde 1890 von der Firma Oberlinger (Windesheim) erbaut und war bis 1977 in Gebrauch. Aufgrund des trockenen Sommers 1976 erlitten viele Holzteile der Oberlinger-Orgel schweren Schaden, sodass sich das Presbyterium nach langem Entscheidungsprozess entschloss den Bau einer neuen Orgel in Auftrag zu geben. Das französische Orgelbauunternehmen Manufacture d’Orgues Muhleisen (Straßburg), das den Auftrag erhielt, übernahm das neugotische Gehäuse aus Eichenholz, sowie etliche Pfeifen des Vorgängerinstrumentes. Ganz neu erbaut wurde ein Rückpositiv, das in die Brüstung der Empore integriert wurde. Am Reformationstag 1980 wurde die Muhleisen-Orgel in Dienst gestellt.
Das Schleifladen-Instrument, das über 1240 Pfeifen verfügt, besitzt 19 Register, verteilt auf 2 Manuale und Pedal. Die Spiel- und Registertraktur ist mechanisch. Die Disposition lautet wie folgt:
| I Rückpositiv C–g3 |               |        |
| 1.                 | Metallgedackt | 8′     |
| 2.                 | Principal     | 4′     |
| 3.                 | Flöte         | 4′     |
| 4.                 | Nasard        | 2 ⁄3′  |
| 5.                 | Octave        | 2′     |
| 6.                 | Tierce        | 1 3⁄5′ |
| 7.                 | Scharff III   |        |
| 8.                 | Oboe          | 8′     |
|                    | Tremulant     |        |

| II Hauptwerk C–g3 |             |     |
| 9.                | Bordun      | 16′ |
| 10.               | Principal   | 8′  |
| 11.               | Koppelflöte | 8′  |
| 12.               | Octave      | 4′  |
| 13.               | Doublette   | 2′  |
| 14.               | Mixtur IV   |     |
| 15.               | Trompete    | 8′  |

| Pedal C–f1 |            |     |
| 16.        | Subbass    | 16′ |
| 17.        | Octavbass  | 8′  |
| 18.        | Choralbass | 4′  |
| 19.        | Posaune    | 16′ |

- Koppeln: I/II, I/P, II/P